# Xian de Changli
Le xian de Changli (昌黎县 ; pinyin : Chānglí Xiàn) est un district administratif de la province du Hebei en Chine. Il est placé sous la juridiction de la ville-préfecture de Qinhuangdao.

## Démographie
La population du district était de 541 826 habitants en 1999.